# Robert Karjel
Robert Karjel, né en 1965 à Göteborg, dans le comté de Västra Götaland, est un militaire suédois, pilote d'hélicoptère dans la Force aérienne suédoise, et un écrivain suédois.

## Biographie
Karjel naît à Göteborg, dans le comté de Västra Götaland, en 1965 d'un père estonien et d'une mère suédoise. Il grandit dans la ville d'Örebro et suit les cours de l'institut royal de technologie. Il entre ensuite dans la Force aérienne suédoise, devient pilote d'avion, puis d'hélicoptère, et obtient le grade de lieutenant-colonel. 
En 1987, il se rend dans la jungle amazonienne et vit avec des missionnaires suédois dans un village dépendant du commerce de la cocaïne. Il utilise cette expérience pour écrire son second roman Skuggan av floden. Entre-temps, il publie en 1997 un premier thriller, intitulé Gå över gränsen. En 2000, il voyage dans la grande mer de sable en Égypte et utilise cette nouvelle expérience pour écrire son troisième roman, De hängdas evangelium (2005).
En 2005, il obtient une bourse et séjourne à l'Amherst College pour écrire son roman De redan döda qui est publié en Suède en 2010. Ce roman narre la confrontation entre un homme sans nom, suspecté d’avoir participé à une attaque terroriste aux États-Unis, et Ernst Grip, un ex-officier suédois envoyé à sa rencontre pour déterminer son identité et ses projets. 
La même année, il commande un escadron d'hélicoptère sur le navire de guerre HSwMS Carlskrona (P04) (en) dans le cadre de l'opération Atalante mené contre des pirates somaliens dans le golfe d'Aden. La chaîne de télévision britannique BBC réalise un documentaire, intitulée The Trouble with Pirates, sur cette intervention avec notamment Karjel pour protagoniste. Entre 2011 et 2013, il dirige un programme pour la force aérienne suédoise concernant des opérations d'évacuations sanitaires en Afghanistan.
En 2015, son roman De redan döda connaît une seconde vie grâce à une traduction en Grande-Bretagne, suivi par d'autres en Europe. En France, les éditions Denoël publie ce roman sous le titre Mon nom est N. dans la collection Sueurs froides en 2016. Ce titre est réédité dans la collection Folio policier en 2017.

## Œuvres

### Romans policiers
- Gå över gränsen (1997)
- Skuggan av floden (1999)
- De hängdas evangelium (2005)
- De redan döda (2010) Publié en français sous le titre Mon nom est N., traduction de Lucas Messmer, Paris, Éditions Denoël, coll. « Sueurs froides », 2016 ; réédition Paris, Gallimard, coll. « Folio policier » no 825, 2017 (ISBN 978-2-07-270784-1)
- Efter Monsunen (2016) Publié en français sous le titre Du sang sur le sable, traduction de Lucas Messmer, Paris, Éditions Denoël, coll. « Sueurs froides », 2017 (ISBN 9782207124796)

## Prix et distinctions notables
- Nomination au prix Lambda Literary de la meilleure fiction policière gay en 2016 pour Mon nom est N. (De redan döda).